# USS Phoenix (CL-46)
USS Phoenix (CL-46) là một tàu tuần dương hạng nhẹ thuộc lớp Brooklyn của Hải quân Hoa Kỳ. Nó là chiếc tàu chiến thứ ba của Hải quân Mỹ được đặt cái tên này, được đặt theo tên thành phố Phoenix thuộc tiểu bang Arizona. Con tàu từng hoạt động trong Chiến tranh Thế giới thứ hai và tham gia nhiều chiến dịch tại Mặt trận Thái Bình Dương. Sau chiến tranh, nó được cho xuất biên chế vào năm 1946, rồi được bán cho Argentina vào năm 1951 và  đổi tên thành General Belgrano. General Belgrano bị tàu ngầm Anh Quốc chạy năng lượng hạt nhân Conqueror đánh chìm trong cuộc Chiến tranh Falkland vào năm 1982, khiến nó trở thành chiếc tàu chiến đầu tiên (và cho đến nay là duy nhất) bị đánh chìm bởi một tàu ngầm chạy năng lượng hạt nhân trong thời chiến. Phoenix được tặng thưởng chín Ngôi sao Chiến trận do thành tích phục vụ trong Thế Chiến II.

## Thiết kế và chế tạo
Phoenix được đặt lườn tại hãng New York Shipbuilding Corporation ở Camden, New Jersey vào ngày 15 tháng 4 năm 1935. Con tàu được hạ thủy vào ngày 13 tháng 3 năm 1938; được đỡ đầu bởi bà Dorothea Kays Moonan; và được đưa ra hoạt động tại Xưởng hải quân Philadelphia vào ngày 3 tháng 10 năm 1938 dưới quyền chỉ huy của hạm trưởng, Đại tá Hải quân John W. Rankin.

## Lịch sử hoạt động

### Những năm giữa hai cuộc Thế Chiến
Chuyến đi chạy thử máy đã đưa Phoenix đi đến Port of Spain, Trinidad. Nó tiếp tục hành trình đến Santos, Brasil, rồi đến Buenos Aires, Argentina và Montevideo, Uruguay, và cuối cùng đến San Juan, Puerto Rico. Chiếc tàu tuần dương mới quay trở về Philadelphia vào tháng 1 năm 1939.

### Chiến tranh Thế giới thứ hai
Sau đó Phoenix hoạt động ngoài khơi Bờ Tây Hoa Kỳ trước khi được chuyển đến Trân Châu Cảng; nơi mà vào buổi sáng ngày định mệnh 7 tháng 12 năm 1941 nó thả neo về phía Đông Nam đảo Ford gần chiếc Solace. Trinh sát viên trên chiếc Phoenix nhìn thấy huy hiệu mặt trời mọc của Nhật Bản trên những chiếc máy bay lạ đang sà thấp trên đảo Ford, và vài giây sau đó hỏa lực phòng không của con tàu bắt đầu nhắm vào chúng. Phoenix thoát khỏi thảm họa mà không bị hư hại, và vào sau giữa trưa đã lên đường cùng với các tàu tuần dương hạng nhẹ St. Louis, Detroit và nhiều tàu khu trục trong một lực lượng đặc nhiệm không dự định trước vào nhiệm vụ tìm kiếm không thành công các tàu sân bay đối phương.
Sau đó Phoenix hộ tống đoàn tàu vận tải đầu tiên quay về lục địa Hoa Kỳ từ Trân Châu Cảng sau cuộc tấn công, rồi lập tức quay trở lại với một đoàn tàu vận tải khác. Sau một tháng trong vai trò hộ tống vận tải giữa Hoa Kỳ và Hawaii, nó rời San Francisco cùng với một lực lượng hướng đến Melbourne, Australia. Trong một thời gian, chiếc tàu tuần dương hoạt động tại vùng biển Australia hộ tống các đoàn tàu chở quân, và một lần đã di chuyển về phía Bắc đến tận Java. Trong khi Phoenix đang di chuyển về phía Ceylon vào tháng 2 năm 1942 cùng một đoàn tàu vận tải vốn bao gồm chiếc tàu sân bay Langley và HMS Seawitch, những chiếc này được lệnh tách ra và di chuyển hết tốc độ đến Java cùng với những máy bay quý báu đang rất cần đến để ngăn cản cuộc tấn công của Nhật Bản xuống Đông Ấn thuộc Hà Lan. Langley bị máy bay Nhật Bản tấn công và đánh chìm vào ngày 27 tháng 2, và Seawitch chỉ thoát được số phận tương tương tự do quá chậm không thể theo kịp chiếc tàu sân bay. Trong những tháng tiếp theo sau, Phoenix tuần tra tại khu vực Ấn Độ Dương, hộ tống một đoàn tàu vận tải đi đến Bombay, và đã có mặt trong cuộc triệt thoái khỏi Java.
Dưới quyền chỉ huy của Đại tá Hải quân Joseph R. Redman, Phoenix nằm trong thành phần Lực lượng Đặc nhiệm 44 vào cuối năm 1942. Cùng với các tàu khu trục tháp tùng Helm, Mugford và Patterson, nó tham gia vào Chiến dịch Lilliput, luân phiên cùng với tàu tuần dương hạng nhẹ Australia HMAS Hobart cùng các tàu khu trục tháp tùng trong nhiệm vụ hộ tống các đoàn tàu vận tải ở phía Nam New Guinea.
Phoenix rời Brisbane, Queensland, Australia để đại tu tại Xưởng hải quân Philadelphia vào tháng 7 năm 1943 trước khi đưa Ngoại trưởng Cordell Hull đến Casablanca. Sau đó nó được phân về Đệ Thất hạm đội và lên đường đi sang khu vực Nam Thái Bình Dương.

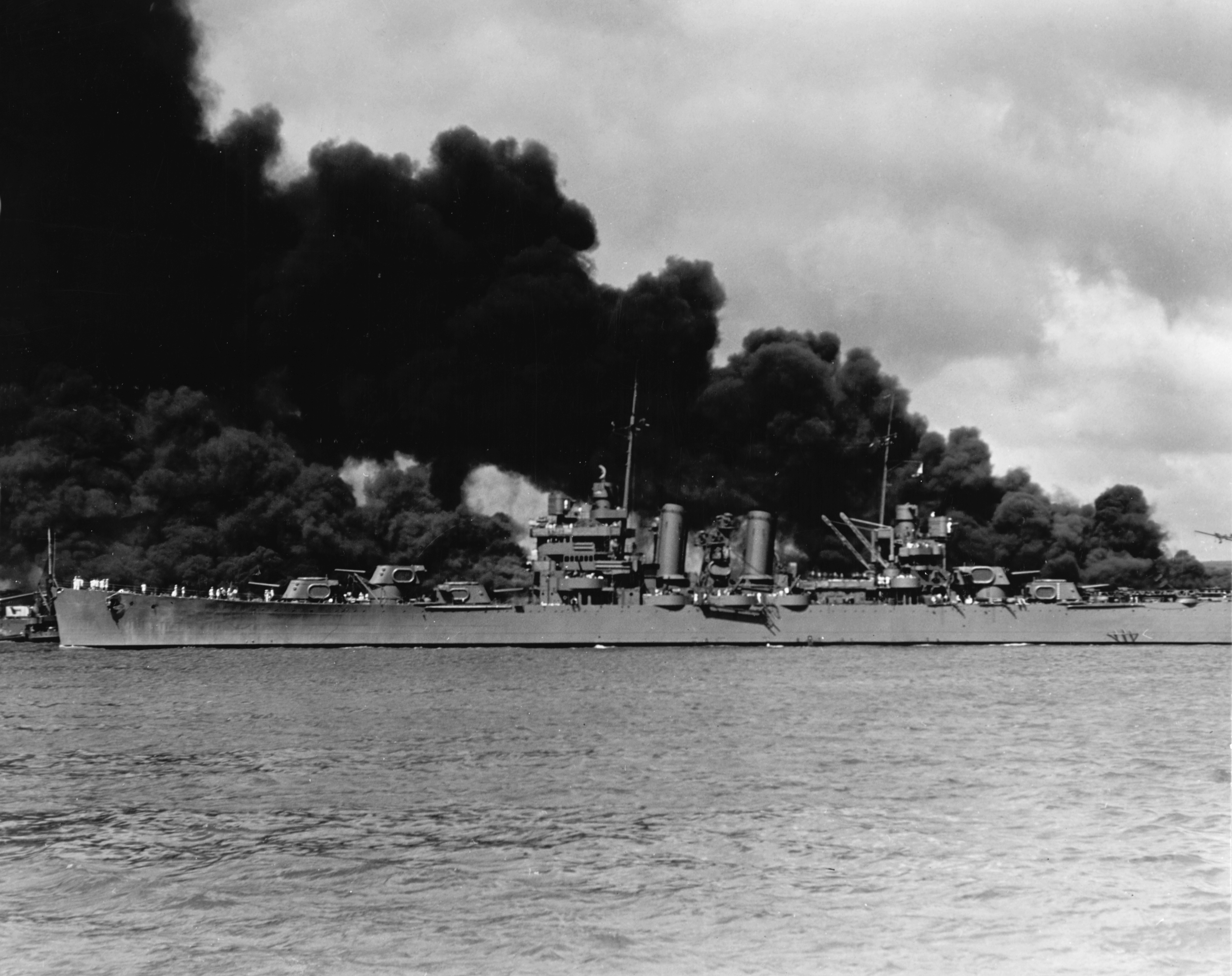
Tàu tuần dương USS Phoenix đang băng ngang các thiết giáp hạm West Virginia và Arizona trong cuộc tấn công Trân Châu Cảng ngày 7 tháng 12 năm 1941.

Ngày 26 tháng 12 năm 1943, cùng với chiếc tàu tuần dương chị em  Nashville, nó bắn phá khu vực mũi Gloucester thuộc New Britain, tiêu diệt các cơ sở trên bờ trong đợt bắn pháo kéo dài bốn giờ. Phoenix tiếp tục hỗ trợ cho lực lượng đổ bộ khi họ tiến vào bờ và bắn pháo hỗ trợ xuống các điểm cố thủ của đối phương vốn chưa bị tiêu diệt. Trong đêm 25-26 tháng 1 năm 1944, nó tham gia đợt nả pháo ban đêm xuống Madang và Alexishafen, New Guinea, bắn phá các cứ điểm trên bờ.
Sau đó Phoenix di chuyển đến quần đảo Admiralty để hỗ trợ cho Sư đoàn 1 Kỵ binh trong một cuộc trinh sát bằng chiến đấu trên đảo Los Negros vào ngày 29 tháng 2. Khi lực lượng đổ bộ lên bờ sau đợt bắn pháo chuẩn bị, sự kháng cự của đối phương yếu đến mức không cần phải rút quân và hòn đảo bị chiếm đóng. Đại tướng Douglas MacArthur đã có mặt trên tàu trong suốt quá trình chiến dịch.
Trong các ngày 4 và 7 tháng 3, Phoenix, Nashville cùng HMAS Shropshire bắn phá đảo Hauwei thuộc nhóm quần đảo Admiralty. Pháo binh đối phương trên hòn đảo này là mối đe dọa cho các vị trí của quân Đồng Minh trên quần đảo Admiralty, đặc biệt là đối với đảo Manus; và mặc dù hỏa lực bắn trả từ bãi biển rất quyết liệt, các khẩu đội pháo đối phương đã phải im tiếng sau khi hỏa lực pháo từ chiếc tàu tuần dương trút xuống vị trí của chúng.
Hollandia (nay là Jayapura) thuộc New Guinea là địa điểm tiếp theo của chiến dịch tấn công đổ bộ. Cuộc tấn công lớn nhất từng được lực lượng Hoa Kỳ thực hiện cho đến lúc đó, được tiến hành với 200 tàu chiến. Phoenix đã nả pháo vào bờ xuống khu vực vịnh Humboldt-Hollandia trong khi lực lượng đổ bộ vào ngày 22 tháng 4, rồi tiếp tục hỗ trợ khi họ tập trung và chuẩn bị tấn công dọc theo bờ biển Tây Bắc của hòn đảo lớn này. Phoenix đã bắn pháo vào các sân bay và các khu vực phân tán máy bay ở Wakde và Sawar trong đêm 29–30 tháng 4 nhằm vô hiệu hóa mối đe dọa không kích xuống các vị trí vừa mới giành được của Đồng Minh tại New Guinea.
Lực lượng của Tướng MacArthur sau đó đổ bộ lên Arare vào ngày 17 tháng 5 để chiếm đóng các sân bay nhằm hỗ trợ các chiến dịch tiếp theo tại khu vực New Guinea. Bãi đổ bộ này sau đó được mở rộng bao gồm đảo Wakde bằng hoạt động nhảy cóc của lực lượng. Phoenix đã bắn phá khu vực Toem và hỗ trợ cho lực lượng đổ bộ lên bãi biển.
Một cuộc tấn công đổ bộ xuống vịnh Geelvink, đảo Biak được tiếp nối. Tại đây, MacArthur dự định thiết lập một căn cứ tiền phương cho máy bay ném bom hạng nặng. Cùng với các tàu chị em Nashville và Boise, Phoenix khởi hành từ vịnh Humboldt vào ngày 25 tháng 5, và hai ngày sau đó đã hỗ trợ cho cuộc đổ bộ. Sự kháng cự rất quyết liệt, và trong khi lực lượng đặc nhiệm đang nả pháo vào bờ, hai tàu khu trục hộ tống đã bị các khẩu đội pháo bờ biển bắn trúng. Phoenix quét sạch khẩu pháo đối phương bằng hai loạt pháo pháo 127 mm (5 inch)/25 caliber.
Vào ngày 4 tháng 6, ngoài khơi bờ biển Tây Bắc New Guinea, tám máy bay tiêm kích-ném bom Nhật Bản đã tấn công lực lượng đặc nhiệm của Phoenix; hai chiếc đặc biệt nhắm vào chiếc tàu tuần dương. Mặc dù hỏa lực pháo của con tàu không bắn trúng những chiếc máy bay, nó cũng đủ buộc chúng phải đổi hướng tiếp cận. Một quả bom đã nổ dưới nước sát cạnh Phoenix, làm thiệt mạng một người và bị thương bốn người khác do những mảnh bom. Con tàu cũng chịu đựng những rò rỉ dưới nước và bị hư hại chân vịt. Đêm hôm sau, máy bay đối phương lại tấn công Phoenix. Lần này máy bay ném bom-ngư lôi bay thấp đã tấn công khi nó băng qua eo biển Nhật Bản giữa đảo Biak và New Guinea, nhưng hỏa lực phòng không và chiến thuật cơ động lẩn tránh đã ngăn nó khỏi bị hư hại.
Phoenix cùng lực lượng đặc nhiệm của nó đã phá hỏng một nỗ lực của đối phương tìm cách tăng cường lực lượng trú đóng trong đêm 8–9 tháng 6. Khi bắt gặp các tàu chiến Mỹ, các tàu khu trục Nhật quay mũi và tháo chạy ở tốc độ nhanh đến mức chỉ có một đội tàu khu trục Mỹ bắt kịp trong tầm đạn pháo. Sau ba giờ bắn pháo truy đuổi ở tầm xa, Phoenix và các tàu chị em tách khỏi trận chiến.
Cùng với Boise và mười tàu khu trục, Phoenix khởi hành từ cảng Seeadler thuộc quần đảo Admiralty, tiến hành bắn phá các công sự trên bờ trước khi lực lượng Mỹ đổ bộ lên đảo Noemfoor vào ngày 2 tháng 7. Sau trận đánh, nhiều lính Nhật tử trận và xác máy bay được tìm thấy tại khu vực mục tiêu được phân cho Phoenix. Sau đó Boise, Nashville, Phoenix, HMAS Shropshire và HMAS Australia tham gia vào việc chiếm đóng Morotai thuộc quần đảo Molucca vào ngày 15 tháng 9. Các tàu tuần dương cũng bắn phá đảo Halmahera lân cận nhằm hỗ trợ cho việc đổ bộ và bảo vệ cho lực lượng tấn công khi chúng đổ bộ lên bờ dưới sự kháng cự liên tục của đối phương.
Được chờ đợi từ rất lâu, công cuộc tái chiếm Philippines được bắt đầu với việc đổ bộ lên Leyte. Được phân về lực lượng hỗ trợ gần bờ, Phoenix đã bắn phá mảnh liệt các bãi đổ bộ trước khi cuộc đổ bộ diễn ra thành công vào ngày 20 tháng 10. Các khẩu pháo của nó đã vô hiệu hóa các ổ kháng cự đối phương trên đường tiến quân của một tiểu đoàn thuộc Trung đoàn Bộ binh 19, và tiếp tục bắn pháo theo yêu cầu một cách hiệu quả.
Trong trận Hải chiến vịnh Leyte, Phoenix nằm trong thành phần lực lượng của Chuẩn Đô đốc Jesse Oldendorf vốn đã vô hiệu hóa Lực lượng Phía Nam của Nhật Bản trong trận chiến eo biển Surigao. Phoenix đã bắn bốn loạt pháo định vị, và khi loạt pháo thứ tư trúng đích, đã khai hỏa toàn bộ các khẩu đội pháo 6 inch (152 mm). Mục tiêu bị phát hiện sau này được xác định là chiếc thiết giáp hạm Yamashiro, vốn bị đánh chìm bởi 27 phút hỏa lực tập trung của hạm đội Mỹ. Phía Nhật cũng mất thiết giáp hạm Fusō và ba tàu khu trục trong trận này, và vào ngày hôm sau máy bay Mỹ tiếp tục kết liễu tàu tuần dương Mogami.
Sau đó Phoenix tuần tra ở lối ra vào vịnh Leyte bảo vệ cho các vị trí Đồng Minh trên bờ. Sáng 1 tháng 11 năm 1944, mười máy bay ném ngư lôi đối phương đã tấn công nó cùng những tàu tháp tùng. Lúc 09 giờ 45 phút, Phoenix khai hỏa, và năm phút sau tàu khu trục Claxton bị một máy bay tấn công cảm tử kamikaze đánh trúng. Hầu như cùng lúc đó, hỏa lực pháo 5 in (130 mm) của Phoenix đã bắn cháy một chiếc máy bay khác nhưng không thể ngăn nó bổ nhào vào mũi tàu khu trục Ammen bên mạn phải. Đến 09 giờ 57 phút, một máy bay thả ngư lôi nhắm vào Phoenix bị hỏa lực súng máy của con tàu bắn rơi, nhưng chỉ vài phút sau một máy bay ném bom đã đánh trúng tàu khu trục Killen.
Sau một khoảng tạm lắng khoảng hai giờ rưỡi, có thêm nhiều chiếc kamikaze đến gần, và vào 13 giờ 40 phút một chiếc đã đánh trúng tàu khu trục Abner Read. Máy bay Nhật cũng tấn công các tàu khu trục khác khi chúng túc trục quanh con tàu đang chìm, nhưng Phoenix đã bắn rơi một trong những kẻ tấn công. Phoenix lại bị máy bay đối phương tấn công vào ngày 5 tháng 12, và được ghi nhận đã trợ giúp vào việc bắn rơi hai máy bay. Năm ngày sau đó, một chiếc kamikaze tìm cách đâm vào con tàu nhưng bị bắn rơi bởi đạn pháo 40 mm khi chỉ còn cách 100 yd (100 m).
Trong khi đi đến khu vực đổ bộ ngoài khơi Mindoro vào ngày 13 tháng 12, con tàu liên tục bị tấn công bởi những chiếc máy bay kamikaze bay đơn độc. Ngày hôm đó, một chiếc kamikaze đã đánh trúng Nashville. Sang ngày 15 tháng 12, một phát đạn pháo 5 inch (127 mm) của Phoenix bắn rơi một máy bay đang lượn vòng ở khoảng cách 8.500 yard (7,8 km). Sau đó con tàu tiếp tục hỗ trợ hỏa lực như thường lệ để bảo vệ cho lực lượng đổ bộ. Mindoro đã cung cấp một căn cứ cho phe Đồng Minh để tấn công các tuyến đường hàng hải của Nhật ngang qua Biển Đông và làm suy yếu Luzon cho những cuộc đổ bộ sắp đến.
Trên đường đi đến vịnh Lingayen nhằm chiếm đóng Luzon, trinh sát viên trên chiếc Phoenix trông thấy tháp chỉ huy của một tàu ngầm dưới mặt nước tại biển Mindanao ngoài khơi Siquijor. Chiếc tàu ngầm đã lặn xuống và bắn hai quả ngư lôi nhưng Phoenix lẩn tránh được. Tàu khu trục Taylor đã săn đuổi, buộc chiếc tàu ngầm bỏ túi phải nổi lên và húc chìm nó.
Sau đó đến lượt Bataan và Corregidor được giải phóng từ ngày 13 đến ngày 28 tháng 2 năm 1945. Phoenix đã hỗ trợ cho các hoạt động quét mìn tại Balikpapan, Borneo từ ngày 29 tháng 6 đến ngày 7 tháng 7. Sự kháng cự từ các khẩu đội pháo phòng thủ duyên hải mạnh một cách bất thường. Mìn và hỏa lực pháo đã đánh chìm hay làm hư hại 11 tàu quét mìn. Phoenix đã bắn pháo hỗ trợ cho các các đợt đổ bộ tiến hành sau đó.
Phoenix đang trên đường đi đến Trân Châu Cảng để đại tu vào lúc mà Nhật Bản đầu hàng. Nó quay trở về nhà, và sau khi băng qua kênh đào Panama vào ngày 6 tháng 9, gia nhập Hạm đội Đại Tây Dương. Nó được đưa về lực lượng dự bị tại Philadelphia vào ngày 28 tháng 2 năm 1946.

### Phục vụ cùng Hải quân Argentine
Phoenix được cho ngừng hoạt động vào ngày 3 tháng 7 năm 1946, và được giữ lại tại Philadelphia cho đến khi được bán cho Argentina vào ngày 9 tháng 4 năm 1951. Nó được đưa ra hoạt động cùng Hải quân Argentine dưới tên gọi Diecisiete de Octubre (C-4) vào ngày 17 tháng 10 năm 1951, rồi được đổi tên thành ARA General Belgrano vào năm 1956, và bị tàu ngầm Anh Quốc chạy bằng năng lượng hạt nhân HMS Conqueror đánh chìm bằng ngư lôi trong cuộc Chiến tranh Falklands vào ngày 2 tháng 5 năm 1982.

## Phần thưởng
Phoenix được tặng thưởng chín Ngôi sao Chiến trận do thành tích phục vụ trong Chiến tranh Thế giới thứ hai.
|             |  |                                                                     |
| Bronze star |  | Silver star · Bronze star · Bronze star · Bronze star · Bronze star |
|             |  | Bronze star · Bronze star                                           |

| Dãi băng Hoạt động Tác chiến                                  |                                          |                                                                          |
| Huân chương Phục vụ Phòng vệ Hoa Kỳ với 1 Ngôi sao Chiến trận | Huân chương Chiến dịch Hoa Kỳ            | Huân chương Chiến dịch Châu Á-Thái Bình Dương với 9 Ngôi sao Chiến trận  |
| Huân chương Chiến thắng Thế Chiến II                          | Đơn vị Tuyên dương Tổng thống Philippine | Huân chương Giải phóng Philippine (Philippine) với 2 Ngôi sao Chiến trận |